# Takifugu bimaculatus
Takifugu bimaculatus är en fiskart som först beskrevs av Richardson 1845.  Takifugu bimaculatus ingår i släktet Takifugu och familjen blåsfiskar. Inga underarter finns listade i Catalogue of Life.